# Лоджитек
Лоджитек (Logitech International S.A., често съкратено до Logi), (произношение /л ɒ dʒ ɪ т ɛ к / LOJ-i-Tek) е швейцарски производител на компютърни периферни устройства и софтуер, със седалище в Лозана. Компанията има офиси в Европа, Азия, Океания и Америка и е един от водещите световни производители на входни и интерфейсни устройства за персонални компютри и други цифрови продукти. Акциите на компанията са водещ компонент в швейцарския индекс Swiss Market Index.
Компанията разработва и пуска на пазара периферни устройства за компютърна навигация, видео комуникация и сътрудничество, музика, и умни домове. Това включва продукти като клавиатури, мишки, аксесоари за таблети , уеб камери, Bluetooth високоговорители, универсални дистанционни управления и др. Името му произлиза от logiciel, френската дума за софтуер.

## История
Лоджитек е основана в Apples, Vaud, Швейцария, през 1981 г. от учениците на Станфордския университет – Даниел Борел и Пиерлуиджи Запакоста, и бившия инженер на Olivetti Джакомо Марини. През годините си на развитие, офисите на Logitech в Силициевата долина заеха място на 165 University Avenue, Пало Алто, Калифорния, дом на редица известни стартиращи технологии.
През 2001 г. Лоджитек придобива Abtec за 150 милиона долара, за да разшири гамата си от компютърни периферни устройства.
През 2007 г. Лоджитек лицензира технологията за управление на движението Freespace на Hillcrest Labs за производство на MX Air Mouse, която позволява на потребителя да използва естествени жестове за управление на компютър. 
През август 2008 г. Лоджитек придобива Ultimate Ears, доставчик на потребителски монитори в ушите за професионални музиканти и Bluetooth високоговорители за потребителския пазар. 
През декември 2008 г. Лоджитек обявява, че е произвела един милиард мишки от 1985 г.
През декември 2009 г. Лоджитек придобива производителят на оборудване за видеоконференции Lifesize Communications.
През юли 2011 г. Лоджитек придобива доставчикът на мобилни визуални комуникации Mirial.
През януари 2013 г. Бракен Дарел става главен изпълнителен директор на Logitech тогавашният изпълнителен директор Герино Де Лука продължава като председател на борда на Лоджитек.
През януари 2016 г. Лоджитек отделя производителят на оборудване за видеоконференции Lifesize. 
През април 2016 г. Лоджитек се съгласи да плати 7,5 милиона американски долара за наказание, свързано с обвинения, че тя и някои бивши ръководители са увеличили неправилно резултатите на компанията за финансовата 2011 година, за да изпълнят насоките и други счетоводни нарушения. Американската комисия по ценни книжа и борси заяви, че предполагаемите счетоводни проблеми оставят инвеститорите без точна представа за финансите на швейцарската компания. 
На 12 април 2016 г. Лоджитек обявиха, че са се съгласили да придобият Jaybird, лидер в безжичните аудио носители за спорт и активен начин на живот, за 50 милиона американски долара, с допълнителна печалба до 45 милиона, въз основа на постигане на целите за растеж. 
На 15 септември 2016 г. Лоджитек обявява, че са закупили марката Saitek и активи от Mad Catz за 13 милиона американски долара. 
На 11 август 2017 г. Лоджитек придобива Astro Gaming, производители на професионално оборудване за игри (главно решения за слушалки), за 85 милиона американски долара. 
На 30 юли 2018 г. Лоджитек обяви, че са закупили Blue Microphones, лидер в микрофоните със студийно качество, за 117 милиона американски долара. 
На 26 септември 2019 г. Лоджитек придоби Streamlabs, лидер в софтуера и инструментите за стрийминг на живо, за приблизително 89 милиона долара. 
На 29 юли 2021 г. Лоджитек, в сътрудничество с наградения хореограф JaQuel Knight, представя своята инициатива #Creators4BIPOC под марката Logitech For Creators. Той позволява на създателите на социални медии, особено на влиятелните на BIPOC, да защитават авторските права и да осигуряват приходи от своите онлайн творения, като дава възможност на хореографите, които усилват вниманието си към хитове на големи изпълнители в развлекателния бизнес, за да осигурят авторски права върху хореографията си с помощта на Labanotation и да печелят хонорари от тях.  
Първите мишки Лоджитек, започвайки от Р4, са направени в Le Lieu, в швейцарския кантон Во  от Dubois Dépraz SA . 
След това бяха създадени производствени мощности в САЩ, Тайван, Унгария и Ирландия, преди да бъдат преместени в Суджоу, Китай. As of 2005 , производствените операции в Китай произвеждат приблизително половината от продуктите на Лоджитек. Останалото производство се възлага на външни изпълнители и производители на оригинален дизайн в Азия . 

## Продуктови линии
- Logitech – в цял свят (с изключение на Япония, където е известен като Logicool) за компютърни периферни устройства, дистанционни управления, охранителни камери, мишки, клавиатури, уеб камери, компютърни високоговорители и аксесоари за смартфони и клавиатури и капаци на таблети.
- Видео сътрудничество на Logitech, включително цялото оборудване за B2B видеоконференции.
- Logitech MX – водещи компютърни аксесоари (мишки и клавиатури).
- Logitech C – компютърни уеб камери.
- Logitech G – продукти за игри.
- Ultimate Ears -Вътреушни слушалки, безжични Bluetooth високоговорители и универсални слушалки .
- Jaybird – безжични Bluetooth спортни слушалки.
- Slim Devices – аудио марка.
- Saitek – закупена на 15 септември 2016 г., от Mad Catz .
- Logitech Harmony – програмируеми дистанционни управления.
- Logitech F – жични и безжични геймпади.

## Галерия
- Logitech P4 (1981) е първата в света търговска мишка
- Второ поколение мишка на Logitech, Logimouse (1983)
- Прозрачна версия на мишката C7 (1985), първата серийна мишка, която извлича захранване директно от серийния порт
- Logitech FotoMan, ранен цифров фотоапарат
- Мишки Logitech в музея Enter (Швейцария)
- Съвременна (2021 г.) мишка Logitech M171